# Kosin Mały
Kosin Mały (niem. Klein Koschin See) – niewielkie jezioro na Równinie Drawskiej, w powiecie strzelecko-drezdeneckim, w gminie Drezdenko.
Jezioro położone wśród lasów sosnowych około 1500 metrów na zachód od miejscowości Drawiny.